# Café-restaurant de la Paix (Bruch)
Le Café-restaurant de la Paix est un édifice situé à Bruch, dans le département de Lot-et-Garonne, en France.

## Localisation
Le café est situé allée de l'Albret, à proximité de la porte sud de l'enceinte de Bruch.

## Historique
Le mur sud du Café-restaurant de la Paix est orné d'un grand décor mural, peint à la détrempe. L'une des peintures représente Napoléon III à cheval en grand uniforme avec son bicorne à la main entouré de deux officiers, devant un paysage de pins et de cyprès. Elle est peut-être inspirée par une image d'Épinal. L'autre représente Napoléon Ier de dos, au sommet de la colonne Vendôme.
L'identité du peintre n'est pas assurée. Les peintures pourraient avoir été réalisées par le même peintre que celui du Café le Sébastopol, à Granges-sur-Lot, un certain Messine. 
Le mur peint du café-restaurant a été inscrit au titre des monuments historiques le 15 juillet 1998.